# Ankenes
Ankenes este o localitate din comuna Narvik, provincia Nordland, Norvegia.